# Адвентизм на Украине

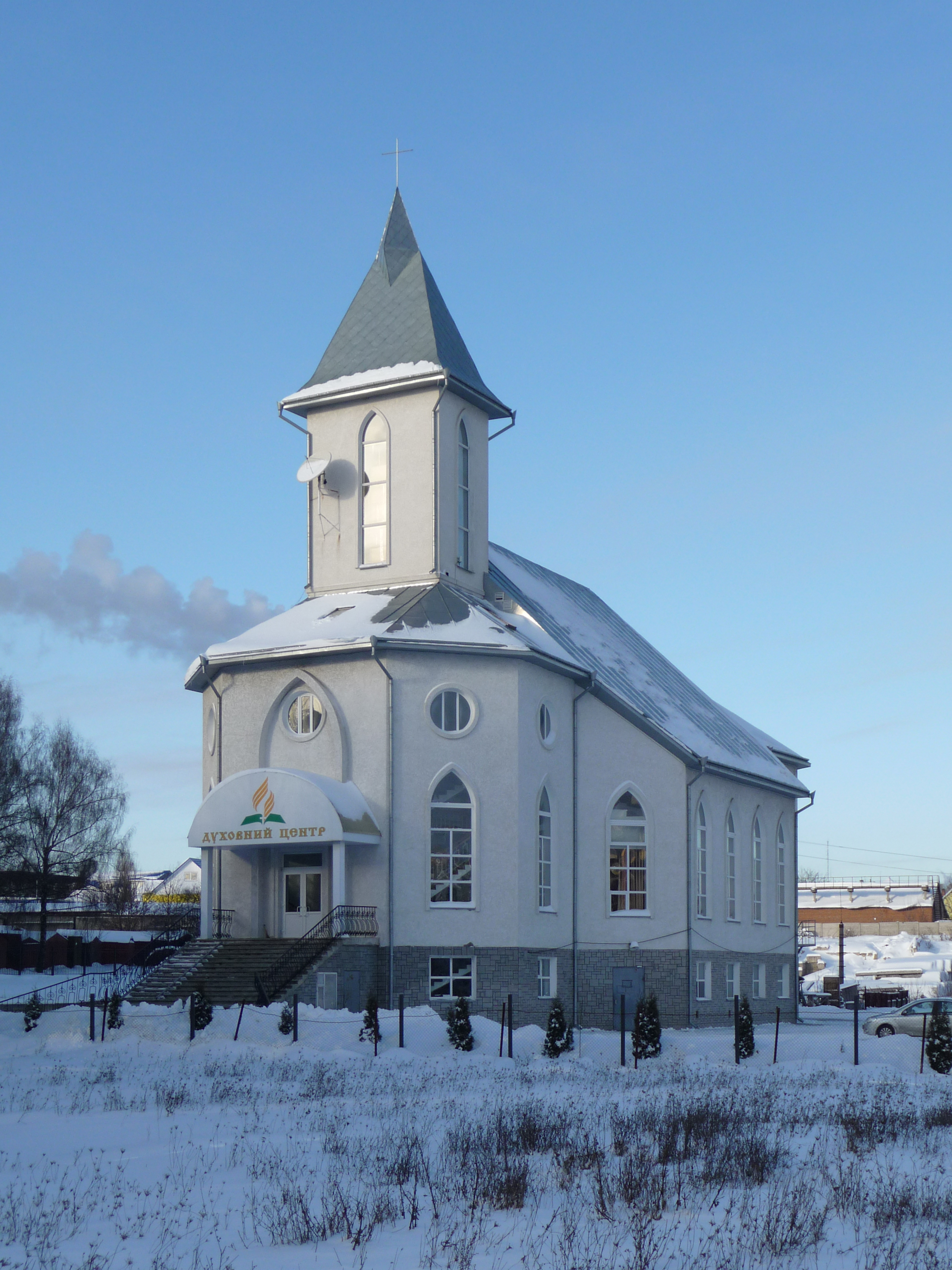
Церковь христиан адвентистов седьмого дня. Винница, 2010 г.

Адвенти́зм на Украи́не (от лат. adventus — пришествие) — украинская часть течения позднего протестантизма, которое первоначально возникло в США в 30-х гг. XIX в.

## Общие сведения
Адвентизм на Украине является частью мирового религиозного движения, зародившегося в начале XIX века среди баптистов, методистов и других протестантов. Поначалу оно объединяло христиан различных вероисповеданий, ожидавших скорого Второго пришествия Христа, срок которого был определён основателем движения, Уильямом Миллером на 21 марта 1843 года.

## История
У истоков адвентизма на Украине стояли меннониты, которые, после приглашения их императрицей Екатериной II, расселились в части нынешней Украины, тогда именовавшейся Хортицкая волость Екатеринославской губернии Российской империи. Первые общины адвентистов седьмого дня (АСД) возникли в 80-х гг. XIX в.. Вплоть до распада СССР существовавшая власть всячески ограничивала распространение адвентизма. Становление Украины как самостоятельного государства дало возможность проведения миссионерско-евангельских кампаний, которые способствовали бурному росту численности общин АСД. Если в 1992 году насчитывалось более 270 общин этой церкви, то в 2000 году уже действовало 784, а количество членов Церкви АСД выросла за этот период с 16 тысяч до 60 тысяч человек. Наибольшее распространение адвентистские общины получили в Черновицкой и Винницкой областях.

## Организационная структура
Церковь адвентистов седьмого дня на Украине представляет Украинская унионная конференция, которая объединяет в себе 8 конференций
:
- Буковинскую с центром в Черновцах, которая включает общины Ивано-Франковской, Тернопольской и Черновицкой областей;
- Восточно-Днепровскую с центром в Днепре, включающую общины Днепропетровской, Запорожской, Харьковской, Донецкой и Луганской областей;
- Днепровскую с центром в Черкассах, включающую общины Кировоградской, Черкасской и Полтавской областей;
- Западную с центром во Львове, включающую общины Львовской, Волынской, Ровенской, Закарпатской областей;
- Киевскую с центром в Киеве, включающую городские общины г. Киева;
- Подольскую с центром в Виннице, включающую общины Винницкой, Житомирской и Хмельницкой областей;
- Центральную с центром в Киеве, объединяющую общины Киевской, Сумской и Черниговской областей;
- Южную с центром в Николаеве, объединяющую общины Одесской, Николаевской, Херсонской областей

Для церкви АСД характерен представительный (выборно-иерархический) тип организации, все руководящие должности в церкви являются выборными.
Президентом Украинской унионной конференции с 2015 года является Носов Станислав Викторович.

## Украинские адвентисты-реформисты
На Украине существуют и адвентисты-реформисты — сторонники «движения реформы», которое возникло в результате разногласий у европейских адвентистов вокруг проблемы отношения к воинскому долгу в связи с началом Первой мировой войны. Общины адвентистов-реформистов на Украине появились в 1920-х гг. Между ними и АСД есть определённые различия в вероучении. Например, реформисты придают особое значение произведениям идейного реформатора адвентизма Эллен Уайт и более жёстко придерживаются положений «санитарной реформы», то есть, воздержание от употребления психоактивных веществ (опиума, табака, алкоголя, кофеиносодержащих напитков, таких как чай, кофе, мате, гуарана, кола и подобных). Также они строже относятся к выполнению четвёртой заповеди Десятисловия в Ветхом Завете и по-своему толкуют библейские тексты.
В 2000 году на Украине действовало 55 общин адвентистов-реформистов.